# Mistrzostwa Polski w Tenisie Stołowym 2003
Mistrzostwa Polski w Tenisie Stołowym 2003 – 71. edycja mistrzostw, która odbyła się w dniach 28 lutego – 2 marca 2003 roku w Brzegu Dolnym.

## Medaliści
| Konkurencja             | Złoty                                                                     | Srebrny                                                                  | Brązowy |
| Gra pojedyncza mężczyzn | Lucjan Błaszczyk (Zugbrücke Grenzau)                                      | Daniel Górak (ZKS Zielona Góra)                                          | Bartosz Such (Odra Księginice) Filip Młynarski (SKS Warszawa) |
| Gra pojedyncza kobiet   | Patrycja Molik (Górnik Mysłowice)                                         | Magdalena Górowska (Bronowianka Kraków)                                  | Antonina Szymańska (Wanda Kraków) Paulina Narkiewicz (AZS Częstochowa)                                                                                           |
| Gra podwójna mężczyzn   | Lucjan Błaszczyk (Zugbrücke Grenzau) Tomasz Krzeszewski (Hoengen Alsdorf) | Michał Rogala (MKSTS Ostrzeszów) Zbigniew Kaczmarek (MKSTS Ostrzeszów)   | Jarosław Tomicki (AZS Politechnika Śląska Gliwice) Karol Szostek (AZS Politechnika Śląska Gliwice) Paweł Chmiel (Odra Księginice) Maciej Pietkiewicz (ITR Iława) |
| Gra podwójna kobiet     | Katarzyna Gieryń (LUKS Stawiguda) Monika Pietkiewicz (LUKS Stawiguda)     | Magdalena Górowska (Bronowianka Kraków) Marta Piłka (Bronowianka Kraków) | Daria Łuczakowska (AZS AE Wrocław) Iwona Kuszaj (Wanda Kraków) Paulina Narkiewicz (AZS Częstochowa) Kinga Stefańska (KTS Sandomierz)                             |
| Gra mieszana            | Daniel Górak (ZKS Zielona Góra) Magdalena Cichocka (AZS AE Wrocław)       | Jakub Kosowski (Odra Księginice) Daria Łuczakowska (AZS AE Wrocław)      | Krzysztof Lubin (Pogoń Lębork) Iwona Kuszaj (Wanda Kraków) Tomasz Redzimski (ZKS Zielona Góra) Izabela Frączak-Wróbel (Spójnia Warszawa)                         |